# Gonzalo Rueda Caro
Gonzalo Rueda Caro (Bogotá, Cundinamarca, Colombia; 5 de abril de 1921 - Bogotá, Cundinamarca, Colombia; 20 de agosto de 1993), fue un periodista, diplomático, dirigente deportivo, futbolista y tenista amateur colombiano.
Fue uno de los precursores y fundadores del Club Independiente Santa Fe de Bogotá, al cual dirigió en 5 ocasiones y lo llevó a ser campeón del Fútbol Profesional Colombiano en los años 1958 y en  1966.
Como periodista, fue el fundador de la emisora HJCK, el semanario El Mercurio y de la Revista Deportiva Estadio, donde ejerció su profesión y se convirtió en uno de los periodistas ilustres de la época, junto a su amigo, y también fundador de HJCK, Álvaro Castaño Castillo.
Además fue diplomático, y ocupó el cargo de vicecónsul de Colombia en Ginebra, Suiza; fue un tenista y futbolista en su juventud, que también fue fundador del Club Los Arrayanes de Bogotá. Fue un intelectual que aportó por el desarrollo de la cultura en Colombia, y dirigente deportivo.

## Biografía
Nació el 5 de abril de 1921 en Bogotá, en una familia tradicional, hijo del escritor y educador Tomás Rueda Vargas, y de Margarita Caro. Desde pequeño mostró interés por el deporte, la cultura y los medios de comunicación, fue bachiller del Gimnasio Moderno. En su juventud, también fue tenista, además de haber jugado al fútbol en su época amateur.

### Labor en Independiente Santa Fe

#### Fundación de Independiente Santa Fe en 1941
Ingresó a la Universidad del Rosario, donde hizo sus estudios de periodismo, y después, junto a un grupo de jóvenes estudiantes y deportistas liderados por él y por Ernesto Gamboa Álvarez; fundó al Club Independiente Santa Fe el 28 de febrero de 1941, en las mesas del Café del Rhin en pleno centro histórico de Bogotá, dando inicio así a uno de los equipos más exitosos y populares del Fútbol Profesional Colombiano. Además, Rueda Caro fue elegido como el primer presidente de la institución tal como lo reza el acta de fundación: 

“En Bogotá, el 28 de febrero de 1941, se reunieron los señores Escobar U. Guillermo, Gamboa A. Ernesto, Gutiérrez L. Tulio, Haim Roberto, Lleras Ll. Eduardo, Martín Alfonso, Martín Álvaro, Mendoza C. Eusebio, Mendoza C. Julián, Mora L. Hernán, Payán C. César, Reyes N. Luis Carlos, Robledo R. Luis, Rueda C. Gonzalo, Urdaneta H. Rafael y Valenzuela V. Pablo, Cubides Romero Manuel; y resolvieron crear un Club Deportivo de Foot-Ball Association que llevará por nombre “Club Independiente Santa Fe”. Dicho club tendrá un carácter meramente deportivo, sin perseguir lucro de ninguna especie. Su domicilio será en esta ciudad, y hasta la expedición de sus estatutos estará dirigido por la siguiente directiva: Presidente Gonzalo Rueda Caro, Vicepresidente Luis Robledo R., Secretario-Tesorero Ernesto Gamboa Álvarez, Capitán del equipo de Foot-Ball Luis Carlos Reyes Nieto”.

#### Santa Fe se corona como el primer campeón del Fútbol Profesional Colombiano en 1948
En su primer año de existencia, Independiente Santa Fe ingresó a jugar en la Segunda Categoría de la Asociación Deportiva de Bogotá, y obtuvo el subcampeonato; pero al finalizar el año Rueda Caro dejó la presidencia de la institución, cargo en el que regresó en 1954. Sin embargo, siguió vinculado al equipo y al fútbol desde la parte dirigencial; y en 1948, ayudó a la fundación de la División Mayor del Fútbol Colombiano, de la cual escribió sus estatutos, y al inicio del Fútbol Profesional Colombiano. Al finalizar aquel año, Santa Fe se coronó como el primer campeón del Fútbol Profesional Colombiano, con jugadores como Julio "Chonto" Gaviria, José Kaor Dokú, Antonio Julio de la Hoz, Hermenegildo Germán Antón y Jesús María Lires López entre otros.

#### Regreso a la presidencia de la institución y el segundo título en 1958
Después de más de una década, Rueda Caro regresó a la presidencia de Independiente Santa Fe en 1954, año en el que terminó la época de El Dorado, y en el que el equipo albirrojo terminó en el décimo lugar del Campeonato Colombiano. Los malos resultados acompañaron al equipo en los años siguientes, pero en 1958 la directiva, liderada por Rueda Caro y Jorge Ferro Mancera, contrató al entrenador argentino Julio Tocker y se empezó un proyecto ambicioso que terminó con el segundo título del equipo bogotano. Con jugadores como el arquero Manuel "Manolín" Pacheco, los defensores Carlos Rodríguez, Carlos "Copetín" Aponte, los volantes Jaime Silva, Hernando "Mono" Tovar, y los delanteros Juan José Ferraro y José Vicente Grecco, además de Norberto "Gallito" Hernández, Mario Bustamante y Rodolfo Bedialle.
También durante su segunda etapa en la presidencia del equipo, contrató como mensajero a Alfonso Cañón, quién con el tiempo se convirtió en jugador de los equipos inferiores, y después se convirtió en campeón con Santa Fe en 1966, 1971 y en 1975, además del goleador histórico y el jugador con más partidos disputados del equipo. Al final del año, dejó al equipo tras una excelente gestión que terminó con el título, y fue sucedido por Jorge Ferro Mancera.

#### Presidente de la institución en la década de 1960 y el cuarto título en 1966
Regresó al cargo de presidente en 1962, y estuvo hasta 1963, para después regresar en el año 1966, cuándo llevó al equipo de sus amores al cuarto título de su historia. En aquel año, Independiente Santa Fe fue campeón bajo el mando del entrenador colombiano Gabriel Ochoa Uribe, y con grandes jugadores dentro de la nómina como Delio "Maravilla" Gamboa, Carlos Rodríguez, Carlos "Copetín" Aponte, Alfonso Cañón, Walter Moraes "Waltinho" y Omar Lorenzo Devanni entre otros. Otro título más para Rueda Caro al mando del cardenal, en el que estuvo hasta finales de 1967, cuándo culminó su última etapa en la presidencia del club, cargo en el que lo llevó a los más alto del Fútbol Profesional Colombiano. Su trabajo al mando de Santa Fe durante 25 años, lo hizo merecedor de la Medalla Nacional del Mérito Deportivo que le entregó la División Mayor del Fútbol Colombiano.

### Carrera periodística

#### Fundación de la emisora HJCK en 1950
Después de haberse graduado de periodista de la Universidad del Rosario; en el año 1950, Rueda Caro y su amigo Álvaro Castaño Castillo compraron una casa en la zona rural de Bogotá, y fundaron la emisora cultural HJCK, que por muchos años promovió la cultura en el territorio colombiano, además de la música clásica. En HJCK fue el jefe de producción, y uno de los dirigentes por varios años.

#### Fundación de la Revista Deportiva Estadio y del semanario El Mercurio
Pero Rueda Caro no solamente fue un destacado periodista radial, sino que también fue exitoso en la prensa escrita. Fue fundador del semanario El Mercurio y de la Revista Deportiva Estadio, donde cumplió una labor de informar a la población colombiana sobre los temas más importantes de la actualidad del país.

### Vicecónsul de Colombia
Fue Vicecónsul de la República de Colombia en Ginebra, Suiza.

### Muerte
El 20 de agosto de 1993, falleció en Bogotá.

## Familia
Gonzalo Rueda Caro era miembro de la aristocracia bogotana, siendo sus padres el escritor Tomás Rueda Vargas y de Margarita Caro de Narváez, siendo sus hermanos Susana, Antonio y Francisco Rueda Caro.
Su madre era prima del banquero Julio Caro de Narváez, siendo su padre hermano del expresidente Miguel Antonio Caro, y ambos siendo hijos del poeta José Eusebio Caro Ibáñez. También era prima de Margarita, Hernando, Clemencia y Álvaro Holguín y Caro, quienes eran hijos de su tía Margarita Caro y del expresidente Carlos Holguín Mallarino.
Su hermana Susana contrajo matrimonio con Alberto Pardo Pardo, descendiente del exalcalde de Bogotá, Luis Caycedo y Flórez, ya que era tataranieto de una de las nietas de Caycedo, y por tanto eran sus primos Domingo y Fernando Caycedo Sanz de Santamaría. De Susana y Alberto es hijo el político Rafael Pardo Rueda. También Alberto era sobrino del general Rafael Navas Pardo, exmiembro de la Junta Militar de Gobierno de 1957.

## Fundaciones
| Entidad                     | País     | Tipo de entidad   | Fecha                 |
| --------------------------- | -------- | ----------------- | --------------------- |
| Club Independiente Santa Fe | Colombia | Equipo de Fútbol  | 28 de febrero de 1941 |
| HJCK                        | Colombia | Emisora de Radio  | 1950                  |
| Revista Deportiva Estadio   | Colombia | Revista deportiva | N.S. N.R.             |
| El Mercurio                 | Colombia | Semanario         | N.S. N.R.             |